# منطقه درعه–تافیلالت
درعه تافیلالت (به فرانسوی: Drâa-Tafilalet) یک منطقه در مراکش است. درعه تافیلالت ۸۸٬۸۳۶ کیلومتر مربع مساحت و ۱٬۶۳۵٬۰۰۸ نفر جمعیت دارد.